# ハシグロカモメ
ハシグロカモメ （嘴黒鷗、Chroicocephalus bulleri）は、チドリ目カモメ科に分類される鳥類の1種。ニュージーランドの固有種である。

## 分布
ニュージーランド。
生息地は、河川、淡水湖沼、砂浜、牧草地および市街地。

## 形態
全長37cm (35-38cm)、ユリカモメより少し小さい。雄300g、雌250g。全体的に淡色であり、背や翼は淡い銀灰色で、翼の先端は黒い。アカハシギンカモメに似るが、くちばしは細長くて黒く、翼端はより淡色。虹彩は白く、眼瞼環は赤い。足は黒もしくは赤黒色。幼鳥の虹彩は褐色、くちばしは淡肌色で先が暗色であり、足は桃色から赤黒色。

## 生態
9-2月に繁殖し、通常、内陸の河川や湖沿いに営巣する。

## 分類
従来はカモメ属 Larus に分類されていたが、現在は Chroicocephalus 属とされる。